# Angelman-Syndrom

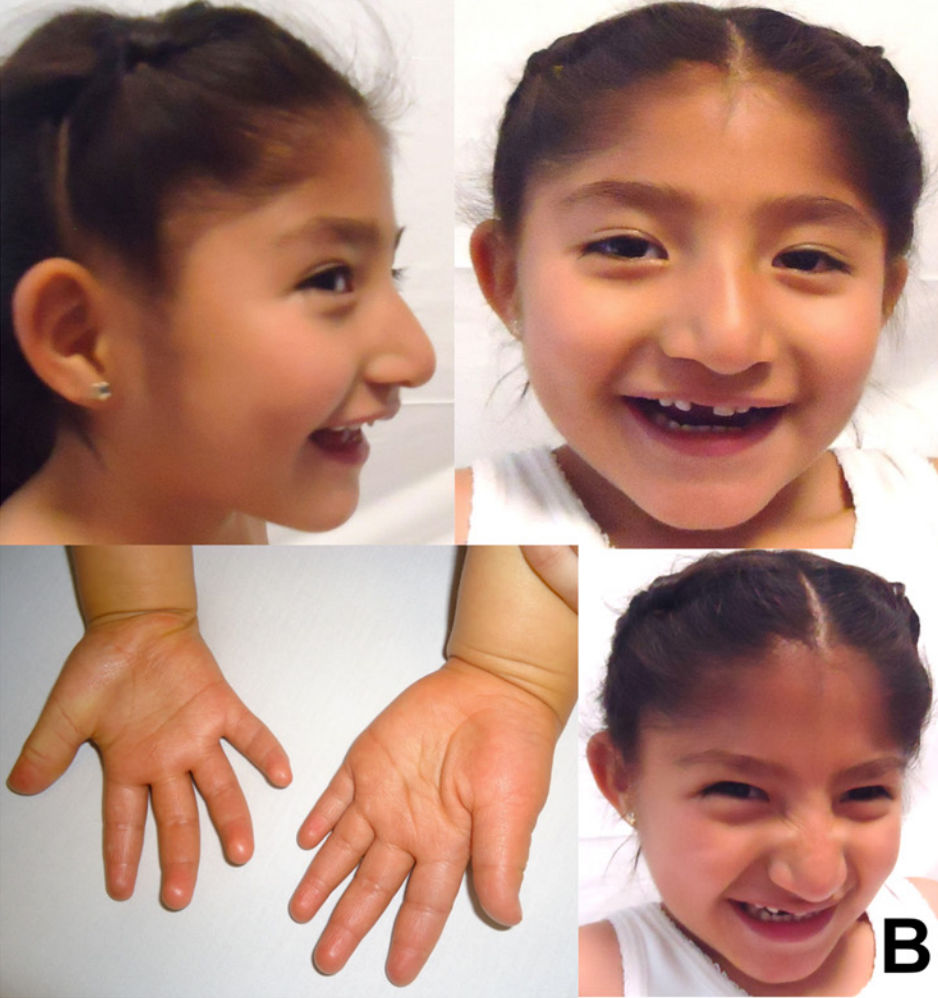
Fünfjähriges Mädchen mit Angelman-Syndrom

Das Angelman-Syndrom ist die Folge einer seltenen genetischen Veränderung auf Chromosom 15 (Mikrodeletion auf dem mütterlichen Chromosom oder uniparentale Disomie 15q11-13). Sie geht oft einher mit Entwicklungsverzögerungen, kognitiver Behinderung, überdurchschnittlicher Fröhlichkeit und einer stark reduzierten Lautsprachentwicklung.
Der britische Kinderarzt Harry Angelman beschrieb im Jahr 1965 das später nach ihm benannte Syndrom erstmals unter wissenschaftlichen Gesichtspunkten. Er nannte es aufgrund des auffälligen Bewegungsmusters und des häufigen Lachens der Kinder, die er damals betreute, Happy-Puppet-Syndrom (engl. happy ‚glücklich‘ und puppet ‚Puppe‘).
Die Lebenserwartung von Menschen mit Angelman-Syndrom ist nicht herabgesetzt.

## Häufigkeit
Sowohl Jungen als auch Mädchen können vom Angelman-Syndrom betroffen sein. Im Jahr 1965 beschrieb Angelman 150 Fallbeispiele; 2005 waren weltweit über 800 bekannt. Das Syndrom tritt mit einer durchschnittlichen Häufigkeit von 1 : 15.000 bis 1 : 20.000 auf.

## Häufige Symptome
Im Laufe der Zeit sind vielfältige Merkmale dokumentiert worden, die häufig bei Menschen mit Angelman-Syndrom vorkommen. Nicht alle Betroffenen weisen alle Merkmale auf und die vorhandenen Merkmale treten auch nicht bei allen in gleich starker Ausprägung auf:
- häufiges, oft objektiv unbegründetes Lächeln und Lachen (unmotiviertes Lachen), zum Teil regelrechte Lachanfälle, oft bei Aufregung und Stress
- kognitive Behinderung
- oft Hyperaktivität
- Konzentrationsschwierigkeiten, häufig kurze Aufmerksamkeitsspanne, aber oftmals gutes Gedächtnis für Gesichter und Richtungen, gute räumliche Orientierung
- im Kleinkindalter oft keine Sprechversuche, kein Brabbeln, später nur sehr eingeschränkte lautsprachliche Artikulationsfähigkeit (expressive Sprache), aber gewisse Fähigkeit zum Erlernen alternativer Kommunikationsformen, z. B. die Gebärden nach dem System der gebärdenunterstützten Kommunikation (GuK), Bildkommunikation
- gute rezeptive Sprache (Sprachverständnis)
- überdurchschnittlich lange Dauer der oralen Phase (Erkundung der Umwelt mit dem Mund)
- Bewegungs- und Gleichgewichtsstörungen, Ataxie (meist eher steifer, ungelenker, schwankender, breitbeiniger Gang, ruckartige, abgehackte (Lauf-)Bewegungen, eines von zehn Kindern lernt das Laufen nicht)
- Verzögerung der motorischen Entwicklung (dadurch auch z. B. vergleichsweise spätes Laufenlernen)
- Wahrnehmungsstörungen im körperlichen Bereich (oft zum Beispiel Gleichgewichtsprobleme)
- großer (dreieckiger) Mund mit hervorstehendem Oberkiefer
- vergleichsweise kleine Zähne, die oft recht weit auseinanderstehen
- oft übermäßige Mund- und Kaubewegungen aufgrund von ungenügender Kontrolle der Mundmuskulatur
- übermäßiger Speichelfluss
- Schlafstörungen durch einen Mangel an mindestens einem der Hormone, die den gesunden Schlaf steuern
- vergleichsweise kleiner Kopf (Mikrozephalie), der oft an der Hinterseite abgeflacht ist
- ungewöhnliches Hervorstrecken der Zunge (bei etwa 50 % der Betroffenen)
- Epilepsie meist zwischen dem 3. und 36. Monat nach der Geburt beginnend und oft im Jugendalter, etwa um das 16. Lebensjahr, wieder verschwindend (Auftreten bei bis zu 90 % der Betroffenen)
- Besonderheiten im EEG, auch unabhängig von Epilepsie und auch im Schlaf nachweisbar
- Wachstumsstörungen
- häufig Wirbelsäulenverkrümmung (Skoliose) in der Pubertät
- kleine Hände und Füße, nach außen gedrehte Füße
- häufig sehr schwach pigmentierte Haut, helles Haar und blaue Augen (Hypopigmentierung, zum Teil Parallelen zum Albinismus)
- Schielen (Strabismus) mit einer Auftretenshäufigkeit von 50 %
- übermäßiges Schwitzen, besondere Hitzeempfindlichkeit

## Sonstige Merkmale
Menschen mit Angelman-Syndrom fallen oft durch eine intensive Suche nach Körperkontakt auf. Sie haben meist viel Sinn für Humor, sind häufig sehr sozial, gewöhnlich in der Grundhaltung freundlich und sie lachen sehr viel, wenngleich oft objektiv grundlos und oft bei Aufregung.
Hyperaktivität ist ein auffälliges Merkmal des Syndroms und insbesondere im Kindesalter (oft aber auch darüber hinaus) sind zum Teil extreme Schlafstörungen häufig. Diese werden durch einen Hormonmangel verursacht und sind nicht pädagogisch zu regulieren. Viele Kinder mit Angelman-Syndrom müssen nachts fixiert werden, z. B. mittels eines Schulter-Bauch-Gurtes, damit sie zur Ruhe kommen.
Trotz des Unvermögens, regelgerechtes Sprechen zu lernen (im Schnitt können sechs Wörter lautsprachlich verständlich artikuliert werden), sind Menschen mit dem Angelman-Syndrom meist fähig, einfache, teils sehr subjektiv gehaltene Gebärden, z. B. nach dem Prinzip der Gebärden-unterstützten Kommunikation (GuK) zu erlernen, Bilder zur Kommunikation zu verwenden oder Gesten zur Verständigung einzusetzen.
Menschen mit Angelman-Syndrom bleiben lebenslang auf die Hilfe anderer angewiesen. Sie sind in unterschiedlichem, aber meist sehr begrenztem Maße intellektuell bildbar, benötigen meist spezielle Hilfen und vor allem dauerhaft personelle Unterstützung beim Lernen und bei der lebenspraktischen Bewältigung des Alltags.
Viele Menschen mit Angelman-Syndrom haben eine besondere Vorliebe für Wasser. Sie gehen gerne schwimmen, spielen gern mit Wasser und sind fasziniert durch Spiegelungen auf Wasser- oder z. B. auch auf Glasflächen. Auch Plastik, insbesondere stark knisterndes Material wie etwa Plastiktüten oder Verpackungen, übt auf die meisten eine starke Faszination aus.
Oft betrachten Menschen mit Angelman-Syndrom sehr gerne Bilder von sich selbst und nahen Bezugspersonen.

## Genetik
Das Angelman-Syndrom wird durch fehlende Expression des UBE3A-Gens im Gehirn verursacht. Der Chromosomenabschnitt 15q11-q13 auf Chromosom 15, auf dem dieses Gen liegt, unterliegt sogenanntem Imprinting. Das bedeutet, dass bestimmte Gene auf diesem Abschnitt ausschließlich auf dem vom Vater stammenden und andere nur auf dem von der Mutter stammenden Chromosom aktiv sind. Beim Angelman-Syndrom ist der mütterliche Chromosomenabschnitt nicht funktionstüchtig und das UBE3A-Gen auf dem väterlichen Chromosom ist durch Imprinting stillgelegt; somit fehlt das Genprodukt komplett.
Ist nicht der mütterliche, sondern der väterliche Chromosomenabschnitt fehlerhaft, führt dies zum Prader-Willi-Syndrom.
Bei 50 bis 80 von 100 Menschen mit Angelman-Syndrom liegt die Ursache der Besonderheit in einer Deletion (= Stückverlust) des mütterlichen (= maternalen) Chromosoms 15 im Bereich 15q11-q13 (zum Teil mit Translokation).
Bei zwei bis fünf von 100 Personen liegt eine uniparentale Disomie (UPD) 15 vor. Im Fall des Angelman-Syndroms hat das Kind beide Chromosomen 15 vom väterlichen Elternteil geerbt (paternale Disomie) und keines von der Mutter.
Bei acht bis elf von 100 Menschen mit Angelman-Syndrom findet sich eine Genmutation im UBE3A-Gen auf dem maternalen Chromosom.
Ein Fehler im Imprinting ist bei etwa fünf von 100 Personen nachweisbar. Dies kann durch eine epigenetische Mutation bedingt oder aufgrund einer Mutation oder Deletion des Imprinting-Centers der Fall sein. Dieses ist ein DNA-Abschnitt, der die differentielle epigenetische Modifizierung (wie DNA-Methylierung) von sieben Genen auf dem paternalen und maternalen Chromosom kontrolliert. Dies führt jeweils zu einer Aktivierung oder Inaktivierung des Gens. Das Imprinting hat zur Folge, dass auf dem maternalen Chromosom das Gen UBE3A aktiv ist und exprimiert wird, UBE3A auf dem paternalen Chromosom jedoch inaktiviert ist. Ist die Funktion des Imprinting-Centers gestört, hat dies ein fehlendes oder fehlerhaftes Methylierungsmuster zur Folge, was unter anderem das Angelman-Syndrom zur Folge haben kann.
Das Angelman-Syndrom kann eine erbliche Komponente haben. Die Eltern sind dabei nicht betroffen, haben aber bestimmte Chromosomenbesonderheiten, die die Wahrscheinlichkeit erhöhen, ein Kind mit Angelman-Syndrom zu zeugen. Dies zeigt sich in der auffallenden Häufigkeit von zugleich betroffenen Geschwistern. Eine Mutation im UBE3A-Gen etwa kann über die männliche Seite einer Familie über Generationen still weitergegeben werden. Trägt der Großvater eine Mutation, die er an seine Tochter weitergibt, macht diese sich auch in der Tochter noch nicht bemerkbar, da die Mutation sich auf dem väterlichen Chromosom befindet. Die Tochter hat dann aber ein Risiko von 50 %, ein Kind mit Angelman-Syndrom zur Welt zu bringen.

## Diagnose
Die Diagnose wird im Schnitt zwischen dem dritten und siebten Lebensjahr durch Kinderneurologen (anhand auffälliger EEG-Werte, unabhängig von Epilepsie, auch im Schlaf bestehend) oder durch Genetiker (anhand einer zytogenetischen oder molekulargenetischen Untersuchung) gestellt:
Es ist möglich, das Angelman-Syndrom bei einem Teil der betroffenen Kinder durch einen Gentest festzustellen, jedoch nicht bei allen, bei denen man von der klinischen Symptomatik her vom Vorliegen des Syndroms ausgeht. Ein positiver Gentest kann also das Angelman-Syndrom mit Gewissheit feststellen, jedoch schließt ein negativer Test es nicht aus.
Vielfach wenden sich die Eltern des Kindes mit dem Verdacht auf das Angelman-Syndrom an ihren Kinderarzt, da sie sich aufgrund bestimmter typischer Auffälligkeiten bereits im Vorfeld informiert haben, um eine Erklärung für Besonderheiten ihres Kindes zu finden. So kann die Beobachtung des Verhaltens und Aussehens des Kindes bei der Diagnostik eine wesentliche Hilfe sein.

## Differentialdiagnostik
Differentialdiagnostisch sind unter anderem das ATR-X-Syndrom, das Christianson-Syndrom, das Mowat-Wilson-Syndrom, das PURA-Syndrom und das Mikrodeletionssyndrom 2q23.1 abzugrenzen.

## Therapie
Ein Angelman-Syndrom ist noch nicht ursächlich heilbar. Medizinisch relevant ist die adäquate Behandlung der vielfach auftretenden Epilepsie, des Schielens (Strabismus) und der Wirbelsäulenverkrümmung (Skoliose).
Ansonsten sind die gängigsten Fördermethoden, die sich positiv auf die Entwicklung von Kindern mit Angelman-Syndrom auswirken, heilpädagogische Frühförderung, Mototherapie, Physiotherapie, Ergotherapie, Logopädie, sensorische Integrationstherapie und therapeutisches Reiten. Die besondere Vorliebe für Wasser kann ebenfalls therapeutisch genutzt werden.